# Andrea Mazza
Andrea Mazza (Sabaudia, 12 aprile 1976) è un disc jockey, produttore discografico e producer italiano.

## Biografia
Fin da giovane manifesta amore e preferenze per il rock, amando particolarmente i Pink Floyd, Alan Parsons Project, Jean-Michel Jarre, Klaus Schulze, ma questa tendenza sarà bilanciata nel periodo in cui, cominciando a frequentare le prime discoteche degli anni novanta, comincerà ad amare la musica techno, la quale in quel periodo stava subendo una mutazione sonora.
Lavora, in seguito, presso Radio Aelle conducendo un programma di un'ora in fascia giornaliera, nel quale stila e trasmette la classifica musicale dei brani dance/trance/techno (DancePollution chart).
Grazie e queste esperienze che lo rendono particolarmente noto in regione, approda a Italia Radio nel 99 che dopo alcuni anni verrà destituita per dare spazio ad una nuova emittente denominata m2o, in questa radio Andrea Mazza formerà con Luca Martinelli il duo Mazza & Martinelli o M&M.
Parallelamente agli impegni radiofonici, Andrea Mazza intrattiene il lavoro di produzione discografica cominciando a firmare assieme a Luca Martinelli alcuni brani.
Forte dei grandi consensi ottenuti durante i live set inizia l'avventura con programmi del calibro di Trance Evolution e Zero Db che gli consentiranno di esportare il sound a livello internazionale. La prima radio nel settore Trance ovvero ETN.fm (emittente web canadese) firma una esclusiva mondiale per avere sul server e distribuire in tutto il mondo trance evolution con ascolti molto alti e consensi da tutte le parti del mondo.
Nel 2007 Trance Evolution, in onda su m2o prima la domenica notte (dalle 0:00 alle 4:00) e successivamente la domenica sera dalle 20:00 alle 23:00, dalla stagione 2010-2011 il programma viene trasmesso dalle 23:00 alle 0:00 in un orario meno "commerciale", attinente al genere. Zero DB invece passa alla domenica notte all'una.
Nel 2008 il duo Mazza & Martinelli si divide definitivamente, quando Luca Martinelli sceglie strade decisamente più commerciali mentre Andrea Mazza rimane fedele al genere, riprende la sua carriera da dj e producer solista, sia nel campo Trance (Andrea Mazza), sia nel settore Hardstyle (alias "Brainstorm").
Per oltre 15 anni, Trance Evolution (e in passato Zero Db) è stato l'unico programma radiofonico italiano del mondo trance a copertura nazionale, e ad avere in Italia una sezione (forum e Facebook) sempre molto attiva con numerosi ragazzi e in continuo aggiornamento, questo grazie anche alla collaborazione di tre suoi collaboratori e amici dj già conosciuti in Italia nei settori quali Hardboy (Hardstyle) e T.F.F. (Progressive Trance).
Terminata la sua messa in onda su Radio m2o, a seguito dell'arrivo di Albertino nelle vesti di direttore artistico, Andrea Mazza trasferisce lo show sul proprio canale YouTube, arricchendolo ulteriormente con lo show mensile "Progressive Zone" a cura di T.F.F. e confermando tutti gli appuntamenti settimanali con lo show, la chart e il guestmix settimanale a cura di Colonial One.

## Discografia
- Kiss that sound (Singolo) [Gas]
- Good Fun [Gas]
- My time is yours
- I Don't Believe in You label: Ritmo Bemolle
- Enchanted label: Drizzly  Archiviato il 7 aprile 2014 in Internet Archive.
- Heartbroken label: Ritmo Bemolle [collegamento interrotto]
- Spin Factory - To Fight [Gas Rec]
- Cross Fade - The Invisible Touch
- Be Be York
- Kuma - Kit Mhua (Original Mix) [Melodie Metropolitane]
- Ixintes (Mazza & Wolf Original Mix)
- Theme of Angel [Drizzly]
- Das boot [Drizzly]
- Light To Lies [S107/Armada]
- Colouring My World [Drizzly]
- Melarmony [Melodie Metropolitane]
- Inside Of you (Remix) [Armada]
- Genetic [Mazeman]
- Circle [Mazeman]
- Aries [Mazeman]
- Satellite Of Love [Black Hole]
- State Of Soul [Vandit]
- This Perfect Night (with Hysteria!) [Go On Air Recordings]
- Giuseppe Ottaviani & Andrea Mazza - The Silence of Time [Go On Air Recordings]
- Booster [Go On Air Recordings]
- Ask Me Why (with Colonial One) [Universal Nation]
- Fabio XB & Marell feat. Christina Novelli - Can't Let Go (Colonial One & Mazza Rmx) [DS-R]
- In The Sky (Original Mix) [Neurals]
- Pacific Harmony [Neurals]
- Karma [Antima]
- It Can't Rain Forever [Go Music]
- Alone In Your Eyes [Go Music]
- Miracle [Antima]
- Stranger Things (with Peter Santos) [Antima]

## Compilation Mixate
- Trance session 2007
- Trance Evolution Compilation volume 1
- Trance Evolution Compilation volume 2

## Collegamenti
- Sito Ufficiale, su mazzamartinelli.com.